# Emilio Nava
Emilio Nava (* 2. Dezember 2001 in Woodland Hills, Los Angeles, Kalifornien) ist ein US-amerikanischer Tennisspieler.

## Persönliches
Emilio Nava ist der Sohn der Olympioniken Xóchitl Escobedo und Eduardo Nava; seine Mutter war Tennisspielerin, sein Vater war Sprinter. Auch sein Bruder Eduardo und sein Cousin Ernesto Escobedo sind Profi-Tennisspieler.

## Karriere
Nava spielte seit Wimbledon 2018 alle Grand-Slam-Turniere der Junioren. Bei den US Open konnte er mit seinem Partner Axel Nefve das Finale im Doppel erreichen. 2019 in Melbourne gelang ihm dasselbe im Einzel und Doppel. Damit erreichte er in der Junior-Rangliste Platz 5, seine bislang beste Platzierung. Bis Ende 2019 ist er weiter spielberechtigt bei den Junioren.
Im Jahr 2018 sammelte er auch erste Erfahrungen im Profitennis. Er spielte eine Handvoll Turniere auf der ITF Future Tour und sein erstes Match auf der ATP Challenger Tour. Im Einzel konnte er sich in der Tennisweltrangliste platzieren.
2019 erhielt er von der Turnierverantwortlichen in Acapulco eine Wildcard für den Einzelwettbewerb. Dort unterlag er in der Auftaktrunde Mackenzie McDonald in zwei Sätzen. Durch erste Siege bei Challengers konnte er in den folgenden Monaten erste Weltranglistepunkte sammeln und stieg in Einzel und Doppel jeweils in die Top 600 der Welt.

## Erfolge
| Legende (Anzahl der Siege) |
| Grand Slam                 |
| ATP Finals                 |
| ATP Tour Masters 1000      |
| ATP Tour 500               |
| ATP Tour 250               |
| ATP Challenger Tour (5)    |

### Einzel

#### Turniersiege
| Nr. | Datum          | Turnier    | Belag | Finalgegner        | Ergebnis        |
| --- | -------------- | ---------- | ----- | ------------------ | --------------- |
| 1.  | 14. Mai 2022   | Schymkent  | Sand  | Sebastian Fanselow | 6:4, 7:63       |
| 2.  | 1. Juli 2023   | Modena     | Sand  | Titouan Droguet    | 6:75, 7:66, 6:4 |
| 3.  | 23. März 2025  | Asunción   | Sand  | Thiago Monteiro    | 7:5, 6:3        |
| 4.  | 30. März 2025  | Concepción | Sand  | Nicolás Kicker     | 6:1, 7:63       |
| 5.  | 13. April 2025 | Sarasota   | Sand  | Liam Draxl         | 6:2, 7:62       |

## Abschneiden bei Grand-Slam-Turnieren

### Herreneinzel
| Turnier         | 2021 | 2022 | 2023 | 2024 | 2025 | Karriere |
| --------------- | ---- | ---- | ---- | ---- | ---- | -------- |
| Australian Open | —    | —    | Q3   | Q3   | Q1   | —        |
| French Open     | —    | —    | 1    | Q1   | 2    | 2        |
| Wimbledon       | —    | —    | —    | Q2   | Q2   | —        |
| US Open         | 1    | 2    | 1    | Q1   |      | 2        |

### Junioreneinzel
| Turnier         | 2018 | 2019 | Karriere |
| --------------- | ---- | ---- | -------- |
| Australian Open | —    | F    | F        |
| French Open     | —    | 2    | 2        |
| Wimbledon       | 2    | —    | 2        |
| US Open         | 2    | F    | F        |

### Juniorendoppel
| Turnier         | 2018 | 2019 | Karriere |
| --------------- | ---- | ---- | -------- |
| Australian Open | —    | F    | F        |
| French Open     | —    | AF   | AF       |
| Wimbledon       | 1    | —    | 1        |
| US Open         | F    | —    | F        |

Zeichenerklärung: S = Turniersieg; F, HF, VF, AF = Einzug ins Finale / Halbfinale / Viertelfinale / Achtelfinale; 1, 2, 3 = Ausscheiden in der 1. / 2. / 3. Hauptrunde; nicht ausgetragen